# 350-річчя битви під Батогом (монета)
«350-рі́ччя би́тви під Батого́м» — ювілейна монета номіналом 5 гривень, випущена Національним банком України, присвячена найвизначнішій перемозі української армії у ході Визвольної війни, що відбулася 1-2 червня 1652 року на лівому березі Південного Бугу неподалік гори Батіг (Тростянецький р-н Вінницької області) між українсько-татарським військом під керівництвом Б. Хмельницького і польським військом М. Калиновського.
Монету введено в обіг 22 серпня 2002 року. Вона належить до серії «Герої козацької доби».

## Опис монети та характеристики
| Номінал грн. | Метал      | Маса, г | Діаметр, мм | Якість виготовлення | Гурт     | Тираж, штук |
| ------------ | ---------- | ------- | ----------- | ------------------- | -------- | ----------- |
| 5            | нейзильбер | 16,54   | 35,0        | звичайна            | рифлений | 30 000      |

### Аверс
На аверсі монети зображено загальну для серії композицію, що втілює ідею соборності України: малий Державний Герб України підтримують гербові фігури архістратига Михаїла і коронованого лева — символи міст Києва і Львова, стилізовані написи: «УКРАЇНА», «2002», «5 ГРИВЕНЬ» та логотип Монетного двору.

### Реверс

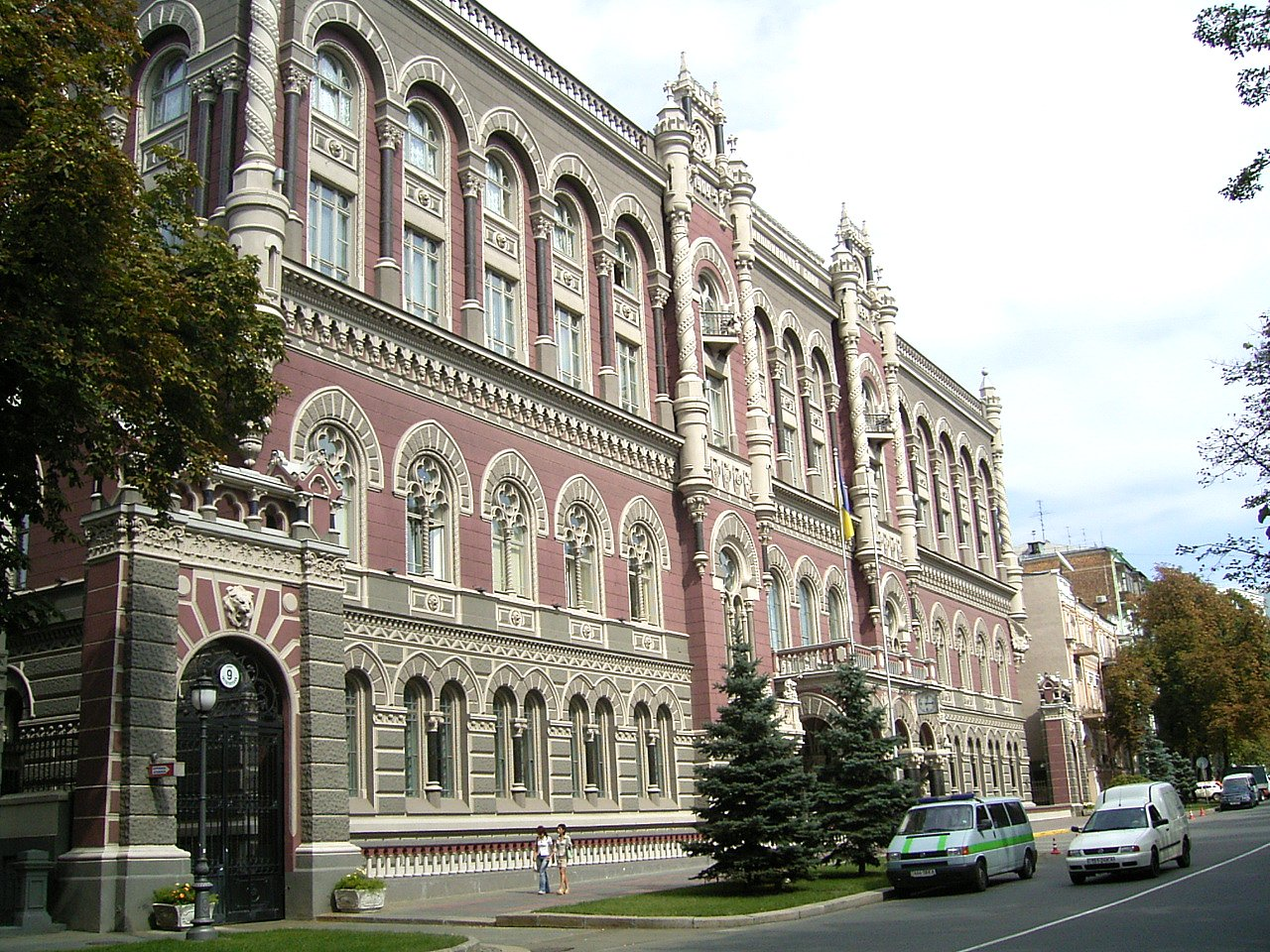
Будівля Національного банку України

На реверсі монети в наимстовому колі зображено батальну сцену, навколо якої розміщено стилізований напис «350-РІЧЧЯ БИТВИ ПІД БАТОГОМ».

## Автори
- Художник — Івахненко Олександр.
- Скульптори: Атаманчук Володимир, Новаковськи Анджей.

## Вартість монети
Ціну монети — 5 гривень встановив Національний банк України у період реалізації монети через його філії в 2002 році.
Фактична приблизна вартість монети, з роками змінювалася так:
| Рік        | 2010 | 2011 | 2012 | 2013 | 2014 | 2015 | 2016 | 2017 | 2018 | 2019 | 2020 | 2021 | 2022 | 2023 | 2024 | 2025  |
| ---------- | ---- | ---- | ---- | ---- | ---- | ---- | ---- | ---- | ---- | ---- | ---- | ---- | ---- | ---- | ---- | ----- |
| Ціна, грн. | 115  | 130  | 140  | 180  | 180  | 260  | 340  | 350  | 450  | 410  | 360  | 390  | 460  | 850  | 960  | 1 180 |